# Calle 142 (estación)
La estación sencilla sin intercambio Calle 142 hace parte del sistema de transporte masivo de Bogotá llamado TransMilenio, el cual fue inaugurado en el año 2000.

## Ubicación
La estación está ubicada en el norte de la ciudad, más específicamente en la Autopista Norte entre calles 143 y 145A. Se accede a ella a través de un puente peatonal ubicado sobre la Calle 145.
Atiende la demanda de los barrios Prado Pinzón, Los Cedros y sus alrededores.
En las cercanías están la estación de servicio ESSO Las Margaritas, el Centro Comercial Granada Hills, la sede de urgencias de Compensar-Cruz Roja Calle 142 y el eje comercial y residencial de la Avenida Carrera 19.

## Origen del nombre
La estación recibe su nombre de la vía por donde tiene su acceso: la Calle 142 que, por el cambio de nomenclatura en 2006, es hoy la Calle 145 en esta parte de la ciudad.

## Historia
A comienzos del año 2001, después de ser inaugurado el Portal Usme, se puso en funcionamiento la troncal de la Autopista Norte incluyendo la estación Calle 142. Meses después fue inaugurado el Portal Norte.
El 7 de marzo de 2011, un bus articulado se estrelló contra uno de sus vagones, donde hubo 10 heridos y la estación sufrió daños materiales.
En la noche del 9 de abril de 2013, se registraron los ataques contra esta estación del sistema. En esa ocasión fueron destruidas, a punta de pistolas de balines, las estaciones Calle 100, Calle 106, Prado, Alcalá, Calle 142, Calle 146, Mazurén, Calle 161, Calle 187, y Terminal con Autopista Norte, donde dejaron $22 millones de pesos en perdidas.
En la madrugada del 27 de mayo de 2014, se registró otro ataque contra esta estación. En esa ocasión fueron destruidas a punta de pistolas de balines las estaciones Calle 85, Virrey, Calle 100, Calle 142 y Calle 146, donde dejaron $ 40 millones de pesos en pérdidas.

## Servicios de la estación

### Servicios troncales
| Tipo                                            | Rutas al Norte | Rutas al Sur |
| ----------------------------------------------- | -------------- | ------------ |
| Ruta fácil                                      | 8              | 8            |
| Expresos todos los días todo el día             | B12 B75        | G12 H75      |
| Expresos lunes a sábado todo el día             | B13 B74        | H13 J74      |
| Expresos lunes a viernes hora pico de la mañana | B50 B55        | J70          |
| Expresos lunes a viernes hora pico de la tarde  |                | C50 D55      |

### Esquema
Esta estación no permite cambio entre buses hacia el sur y buses hacia el norte.
| ← Norte |                  |           |               |         |
|         |                  | Calle 145 | 8B13B50B55B74 | B12B75  |
| Vagón 4 | Vagón 3          | Puente    | Vagón 2       | Vagón 1 |
| G12H75  | 8C50D55H13J70J74 | Calle 145 |               |         |
| Sur →   |                  |           |               |         |

### Servicios urbanos
Así mismo funcionan las siguientes rutas urbanas del SITP en los costados externos a la estación, circulando por los carriles de tráfico mixto sobre la Autopista Norte, con posibilidad de trasbordo usando la tarjeta TuLlave:
| Código | Sector               | Dirección           | Rutas     |
| ------ | -------------------- | ------------------- | --------- |
| 638A01 | B Estación Calle 142 | Auto Norte - CL 145 | Sin rutas |
| 153A01 | B Estación Calle 142 | CL 145 - KR 21      | 19-6      |
| 319A02 | C Estación Calle 142 | Auto Norte - CL 144 | T53       |

## Ubicación geográfica
| Noroeste: Suba     | Norte: B Calle 146                            | Nordeste: Usaquén |
| Oeste: C Gratamira |                                               | Este: Usaquén     |
| Suroeste: Suba     | Sur: B Alcalá - Colegio Santo Tomás Dominicos | Sureste: Usaquén  |